# Три книги о жизни
«Три кни́ги о жи́зни» (лат. De vita libri tres, лат. De vita triplici) — трактат итальянского философа Марсилио Фичино (1433—1499). «Три книги» включают в себя три написанных на латыни в 1480—1489 годах трактата, рассматривающих вопросы сохранения здоровья и продления жизни учёных, а также астральных влияний на них. В большей степени внимание уделяется душевному здоровью, но даются также медицинские и поведенческие рекомендации. Для сохранения здоровья духа и избегания меланхолии Фичино даёт подробные советы по соблюдению диеты и ведению правильного образа жизни. Советы сгруппированы по трём областям: вино и ароматная еда, благовония и чистый воздух, занятия музыкой. Из всех средств против меланхолии музыку Фичино считал наиболее действенной благодаря сродству среды, в которой она распространяется, — воздуха — с человеческим духом. Третья книга включает описание магических и астрологических средств.
В качестве руководства по ведению здорового образа жизни «Три книги» продолжают идущую с античности традицию. В данном трактате впервые уделено внимание физиологическим потребностям и особенностям людей умственного труда. Помимо рекомендаций по ведению здорового образа жизни, в «Трёх книгах» перечисляются «пять главнейших врагов учёного: флегма, чёрная желчь, соитие, переедание и утренний сон». Первые две опасности связаны с оригинальной концепцией меланхолии, которой, по мнению Фичино, в наибольшей степени подвержены учёные. Особенностью понимания меланхолии у Фичино является обращение к пневматологическим теориям. Основополагающим здесь является понятие духа (spiritus), выступающего в качестве канала, по которому распространяется влияние звёзд. Между душой (anima mundi) и телом мира (corpus mundi) имеется мировой дух (spiritus mundi), общая теория которого разработана в комментариях к платоновскому диалогу «Тимей» («Compendium in Timaeum», 1484—1496) и в сочинении «О стяжании жизни с небес». Целью усилий мага является привлечение духа определённой планеты с помощью специфичных для конкретного случая средств. В своих рассуждениях флорентиец приходит к выводу о наличии такой связи между находящимися в мировой душе порождающими причинами и материальными формами, что, манипулируя первыми, можно оказывать влияние на вторые. Как следствие — приход к обоснованию действенности талисманов и магии.
Некоторые теории, изложенные Фичино в «Трёх книгах», получили широкое распространение. Важное значение его трактат имеет как первое всеобъемлющее исследование меланхолии. Относя себя по гороскопу к «детям Сатурна» и рассматривая Сатурн как несчастливую звезду, Марсилио считал необходимым компенсировать её влияние средствами медицины и магии неоплатоников. С другой стороны, в рамках его астрологических концепций влияние Сатурна неотделимо от выдающихся умственных способностей. В соответствии со своими теоретическими построениями Фичино называет три причины меланхолии — небесную, природную и человеческую — и для каждой даёт астрологические, диетические и иные рекомендации. Из общих рекомендаций Фичино советует избегать любой неумеренности, разумно организовывать свой день, жить в правильным образом устроенном жилище, гулять, правильно питаться, следить за пищеварением, принимать массаж головы и тела, слушать музыку. Медикаментозные и магические средства, согласно Фичино, должны выбираться с учётом астрологических вычислений. Новаторским вкладом Фичино в концепцию меланхолии стало постулирование её как «уникального и божественного дара», идущего от высшей из планет, то есть Сатурна. Также он первым связал то, что Аристотель называл меланхолией выдающихся в интеллектуальном отношении людей, с идеей «божественного неистовства» Платона.
С медицинской частью изложенных в «Трёх книгах» теорий был знаком Парацельс и, как следствие, парацельсианцы XVI—XVII веков. Хорошо изучено влияние книги на развитие музыкальной теории. Хотя отдельные составляющие концепции Фичино о связи между духом и музыкой не были новы, предлагаемое им понимание эффектов музыки было новаторским. Из гуманистов, занимавшихся теорией музыки, со взглядами Фичино были знакомы оккультист Агриппа Неттесгеймский, энциклопедист Грегор Рейш, философ Понтюс де Тиар и другие. После XVI века музыкальные идеи Фичино утратили влияние.

## Предыстория

### История создания
На протяжении всей жизни Фичино не отличался крепким здоровьем. Согласно его первому биографу Джованни Корси, «он был очень малого роста, телом худ и немного горбат. Говорил запинаясь и шепелявя, впрочем, не без приятности. Голени и руки от локтя, особенно же кисти, были длинноваты». По мнению философа, причиной тому был его крайне неблагоприятный гороскоп, в котором восходящий Сатурн находился в знаке Водолея. К проблеме взаимосвязи астрологии и здоровья он постоянно обращался в своей переписке с друзьями и покровителями, бесплатно давая им врачебные рекомендации. В предисловии к «Трём книгам», обращаясь к своему тогдашнему покровителю Лоренцо Медичи, Марсилио объяснил потребность обращения к медицинской проблематике желанием почтить память отца, придворного врача деда Лоренцо, Козимо Старого (1389—1464). Образование, которое Марсилио получил во Флорентийском университете, было отчасти медицинским, но учёной степени в этой области он не имел. Известно, однако, что в молодости он указывал в качестве адреса госпиталь Санта Мария Нуова, что биографы истолковывают как свидетельство о ведении им профессиональной врачебной практики (пусть и непродолжительной). Дополнительные медицинские консультации он мог получить у личного врача Лоренцо Медичи Пьерлеоне Леони. После выхода «Трёх книг» Фичино обращался и к другим врачам за рецензией и с просьбой рекомендовать книгу.
Говоря о причинах, которые сподвигли его на написание своего труда, Фичино отмечает (I.2), что в то время как бегуны заботятся о своих ногах, солдаты — о своём оружии и лошадях, музыканты — о своих инструментах, а охотники — о своих собаках и птицах, только служители муз находятся в неведении относительно правил ухода за своим «инструментом», каковым является их дух (spiritus). В приблизительно датируемой 1470-ми годами переписке с поэтом Джованни Кавальканти (1444?—1509) Фичино подробно анализирует болезненное для него эмоциональное состояние упадка сил и безразличия, связывая его с негативным влиянием Сатурна, нисходящего в знаке Льва. Кавальканти в ответ напоминает ему, что своей исключительной памятью он обязан именно Сатурну, под знаком которого родился также Платон. В то же время друг отверг мнение философа о самостоятельном значении планет, ибо они действуют только в рамках воли Отца. По мнению авторов монографии «Saturn and Melancholy» Раймонда Клибанского, Эрвина Панофского и Фрица Заксля, эти письма знаменуют переход Фичино в число сторонников астрологических теорий Прокла и Аристотеля. Тогда же философ отметил, что избавиться от приступа меланхолии ему помогает только музицирование. Важность проблемы требовала теоретического осмысления, и несколько лет спустя он вернулся к рассмотрению симптомов и терапии в «Трёх книгах о жизни».
Особое внимание исследователи уделили трактату «О стяжании жизни с небес» («De vita coelitus comparanda», De vita III), в котором суммированы представления Фичино о магии и астрологии. В ранней историографии, начиная с работы Арнальдо делла Торре (1902), причину обращения Фичино к оккультной тематике видели в душевном кризисе или кризисе веры, настигшем философа в середине 1470-х годов. Историки второй половины XX века, по-разному относясь к гипотезе о кризисе, нередко упрекали Фичино в интеллектуальной непоследовательности (Торндайк, Сартон, Кристеллер и другие). Наиболее явным указанием на колебания рассматривался созданный около 1477 года трактат «Рассуждение против прорицаний астрологов» («Disputatio contra iudicium astrologorum»), защищающий свободу человеческой воли от посягательств астрологической науки. В 1480-х годах практически те же аргументы были высказаны в комментариях к Плотину, но уже в De vita III позиция Фичино изменилась на противоположную. Наконец, после выхода трактата против астрологов Пико в 1494 году Фичино вновь пересмотрел свои взгляды. Более широкий контекст включает рассмотрение обстоятельств интеллектуальной и политической истории, приведших к распространению в ренессансной Италии астрологического знания. Современные исследователи в меньшей степени озабочены эклектическими тенденциями флорентийца, сконцентрировавшись на выделении общих для произведений разных лет тем.
Как следует из собственных замечаний автора, произведение возникло из толкования на одну из частей «Эннеад» Плотина. Широкое распространение получило предположение крупнейшего специалиста по наследию Фичино Пауля Кристеллера, что речь идёт о главе IV.3.11 о магических статуях, поскольку самостоятельный комментарий к «Эннеадам» завершается примерно на этом месте. Поскольку последующие исследования не привели к однозначной привязке текста Фичино к конкретным местам из Плотина, теория о связи третьей части с данным местом «Эннеад» была подвергнута сомнению. В качестве альтернативы исследователи указывали на главы IV.4.26—45, в которых затрагивается широкий круг вопросов. По мнению английского историка Фрэнсис Йейтс (1964), «О стяжании» относится не к неоплатонической традиции, а к герметической, представляя собой комментарий на входящий в Герметический корпус трактат «Асклепий», в котором описывается египетский магический культ. Американский специалист по средневековому оккультизму Брайан Копенхейвер в 1984 году обнаружил в трактате «О стяжании» больше влияния Прокла, Плотина и других неоплатоников, нежели «банальной, эклектической и нецелостной» в философском отношении «Герметики». Поскольку Фичино полагал Герметический корпус и сочинения древнего мага Зороастра источником идей платонизма, он связал текст Плотина с близким по смыслу местом из входящего в «Герметику» трактата «Асклепий». Что касается «технических» аспектов теорий Фичино, Копенхейвер обнаруживает их основу в популярных средневековых концепциях. Вопрос был подвергнут тщательному разбору авторами единственного к настоящему времени научного издания «Трёх книг» Кэрол Каске (Carol V. Kaske) и Джоном Кларком (John R. Clark), которые пришли к выводу, что при всех сложностях и нюансах De vita III можно назвать комментарием к главе IV.3.11 «Эннеад». Как отмечает американский историк Денис Робишо (Denis J.-J. Robichaud), по состоянию на 2017 год вопрос об идейных истоках третьей части «Книг» далёк от разрешения.
Появление «Трёх книг» вызвало подозрения в адрес Фичино о неподобающих для священника занятиях магией. Стремясь оправдаться, гуманист рассылал письма своим влиятельным друзьям, доказывая, что он не одобрял, а лишь излагал магическую науку, и что его мысли были направлены не на поклонение демонам (cultu demonum), а к полезной для здоровья тела естественной магии (magia naturali). Формальное опровержение того, что его магия не является демонической, содержится в написанной 19 сентября 1489 года «Апологии». Учитывая, что в то же время друг Фичино, Джованни Пико делла Мирандола (1463—1494), был вынужден оправдываться за свои высказывания относительно магии и каббалы, опасения философа были не беспочвенны. Обвинения были сняты только в мае 1490 года, после ходатайства венецианского посла в Риме Эрмолао Барбаро и ряда церковных иерархов к папе Иннокентию VIII. Своеобразным продолжением истории стала публикация Пико «Рассуждений против прорицателей» («Adversus Astrologiam», 1494), также столкнувшегося с преследованием инквизиции. Осудив «плохую», то есть опирающуюся на демонов, астрологию, Пико упомянул главу флорентийских платоников, вынудив того публично заявить о неприятии астрологической науки. Впрочем, упоминание Фичино в «Рассуждении» было вполне комплиментарным, а по мнению Д. Уокера, Пико опирался на теорию астральных влияний своего учителя. Э. Гарэн полагает, что за внешней почтительностью Пико скрывалась критика астрологических воззрений Фичино.

### «Три книги» в оккультном и медицинском контексте
Американская исследовательница Кэрол Каске выделяет ряд типичных для творчества Марсилио Фичино особенностей, проявившихся также в «Трёх книгах». Прежде всего, это синкретизм флорентийского философа, проявляющийся в его готовности включить в свою концепцию идеи из любых текстов, вне зависимости от их жанра, культурного контекста или обстоятельств появления. В содержательном плане Фичино принимает как христианскую теологию с Троицей, ангелами и святыми, так и неоплатоническую, с её иерархией начал и богов. Как многие астрологи, Фичино склонен к широким обобщениям и поиску омонимических подобий: так, например, действенные средства против укусов скорпионов следует изготавливать под знаком Скорпиона (III.16). Наконец, для Фичино характерен свободный переход между риторическо-поэтическим и практическим дискурсами. Фичино широко использует метод аналогии, обосновывая, например, что еда чёрного цвета приводит к увеличению чёрной желчи. Взаимовлияние макрокосма и микрокосма, их «конгруэнтность» объясняется через вдохновлённую подобием любовь. Понятие магии Фичино ранее использовал в своём комментарии к диалогу «Пир», говоря о том, что любовь, соединяющая вещи между собой, делающая мир единым целым, магична по своей природе. Фичино различает две разновидности магии, «природную» и «демоническую». Первая подразумевает использование природных средств для достижения чудесных результатов, и именно она является предметом рассмотрения De vita III. Достижение целей путём взывания к демонам неприемлемо для Фичино как для христианина, но возможность такого рода магии он не отрицает. В конце трактата Фичино даёт определение мага как человека, обученного наукам о природе и астрономии (III.26). Философ является магом не потому, что, используя дополнительную, внефилософскую информацию, он сможет воспользоваться указаниями из «Трёх книг», а потому, что древняя философия, на которой основана его книга, включает магию и астрологию. Как отмечает американский историк Мелисса Буллард (Melissa M. Bullard), сила астральных влияний у Фичино не абсолютна, и он подчёркивает роль свободного выбора и индивидуальной способности их использовать или избегать. В отличие от традиционной астрологии, предлагающей выбор некоего оптимального действия в зависимости от расположения звёзд и планет, в теории Фичино применение тех или иных средств не отменяет, а лишь частично компенсирует астральные воздействия.
Приступая к изучению магии, Фичино располагал трудами большого числа оккультистов. Из средневековых авторов полезными оказались сочинения Петра Абанского, Роджера Бэкона, Аль-Кинди, Авиценны. С 1922 года культуролог Аби Варбург и другие члены его института изучали взаимосвязь между De vita III и анонимным магическим руководством по талисманной магии XI века «Пикатриксом». Общий их вывод состоит в том, что Фичино использовал все нетривиальные сведения из «Пикатрикса». Существенно более значимым, по мнению английского историка Дэниэла Уокера, было влияние неоплатоников. «De Sacrificiis et Magia» Прокла содержит полное изложение теории симпатической магии, а от его биографа Марина Неаполитанского известно, что афинский философ усердно пел и изучал орфические гимны. На музыкальную направленность фичиновской магии могла оказать влияние «Жизнь Пифагора» Ямвлиха, в которой Пифагор предстаёт последователем Орфея. Основным источником относительно небесных влияний Уокер называет входящий в Герметический корпус трактат «Асклепий».
Медицинские идеи «Трёх книг» тесно связаны с положениями гуморальной теории. Развившись из учения пифагорейца Алкмеона Кротонского о здоровье как равновесии различных качеств, она была позднее дополнена концепцией четырёх стихий Эмпедокла. Сложившееся в V веке до н. э. деление на четыре гумора, в котором чёрной желчи соответствовала меланхолия, сохранилось в неизменном виде до Средних веков. В IV веке до н. э. у перипатетиков понятие меланхолии было сопоставлено с описанным у Платона и Сократа «божественным безумием» (др.-греч. θεία μανία) и распространено на обычных людей как один из базовых темпераментов. Дальнейшая разработка понятия меланхолии была произведена в трудах Августина и средневековых схоластов. В конце XIII века в Европе от арабов была вновь заимствована идея о «детях Сатурна», то есть тех, кто родился под знаком соответствующей планеты. Постепенно среди черт характера, приписываемым таким людям, появился и меланхолический темперамент. Соотнесение меланхолии с высшими видами интеллектуальной деятельности связано с возрождением античного идеала созерцательной жизни у ранних итальянских и немецких гуманистов. Петрарка, относивший себя к интеллектуалам-меланхоликам, популяризовал понятие, но не разрабатывал его теоретически. Итальянский врач первой половины XV века Антонио Гваинери (Antonio Guaineri) утверждал, что ему встречались меланхолики с необычными способностями, например, способные предсказывать будущее.

## Рукописи и издания
Рукописная традиция «Трёх книг» соответствует структуре книги, изначально представлявшей собой три отдельных трактата. «О здоровой жизни» («De vita sana») был завершён в конце 1480 года и получил распространение в рукописях. Некоторое время трактат включался в состав VII тома «Эпистол» («Epistolae»). В общей сложности сохранилось 9 рукописей ранней редакции «De vita sana». Вторая из «Трёх книг», «О долголетии» («De vita longa»), была завершена в августе 1489 года. На её написание Фичино вдохновила книга Арнольда из Виллановы «De conservanda iuvenitute» («О сохранении молодости»). «О долголетии» в сентябре 1489 года автор посвятил своему другу Филиппо Валори. Самостоятельных рукописей второй части не сохранилось. Трактат «О стяжании жизни с небес» («De vita coelitus comparanda») был завершён в промежутке между написанием первой и второй частей. Согласно Д. Уокеру, название трактата можно толковать двояко: либо как описание способа получения жизни с небес, либо как организацию собственной жизни небесным образом. Также его можно рассматривать как парафраз на комментарий к «Эннеадам», озаглавленный Фичино «De favore coelitus hauriendo». 10 июля 1489 года произведение было отделено и с посвящением отправлено королю Венгрии Матвею Корвину. Вероятно, работа над текстом к тому времени не была завершена, так как позднее Фичино датировал трактат 1 августа 1489 года. Приняв решение об объединении трёх трактатов, Фичино внёс изменения в книги II и III для обеспечения связности текста, добавил отдельное предисловие к книге III и две апологии (apologiae). Получившееся произведение было посвящено Лоренцо Медичи.
Выпущенное во Флоренции в 1489 году editio princeps стало основой для дальнейших переизданий, однако в последующие прижизненные издания Фичино продолжал вносить коррективы. Два базельских издания Иоганна Амербаха (ок. 1489—1495 и ок. 1497) стали основой для Opera omnia 1561 и 1576 годов. Последние являлись основными до конца XX века. В 1505 году первые две книги перевёл на немецкий язык Иоганн Мюлинг. Между 1507 и 1537 годами перевод Мюлинга переиздавался 7 раз. Известны несколько других частичных немецких переводов того же времени. Существуют два французских перевода: Жана Бофиса (Jehan Beaufilz, Париж, 1541) I и II книг и полный Ги Лёфевра де ла Бодри (Париж, 1582). Итальянский перевод Луцио Фауно (Lucio Fauno, Венеция, 1548) первых книг был перепечатан в 1969 году.
Работа над первым современным изданием латинского текста с английским переводом была завершена Кэрол Каске и Джоном Кларком (John R. Clark) в 1989 году.

## Основные идеи

### Рецепты здоровой жизни

#### Физиология меланхолии
Ренессансная теория меланхолии, на развитие которой идеи Фичино оказали определяющее влияние, тесно связана с гуморальной теорией. Основные её постулаты восходят к XXX главе псевдоаристотелевского трактата «Проблемы», где ставится вопрос о причине, по которой все выдающиеся философы, поэты, политики или художники являются меланхоликами. В интерпретации Фичино основой понимания меланхолии является её связь с одним из гуморов, чёрной желчью. Последняя обладает уникальной особенностью оказывать долгосрочное воздействие на психическое состояние человека. Теоретической основой физиологических выводов Фичино является также учение платоников и неоплатоников о космосе как едином организме. Согласно фичиновскому пониманию взглядов Платона, небесный и земной миры связаны некими силами, испускаемыми звёздами в виде «лучей» или «влияний», а все живые существа оказываются дополнены свойствами соответствующих звёзд. Влияния, особенно в случае людей, проявляются в разной степени, в зависимости от физических и психологических особенностей. Согласно ренессансным представлениям, основными частями человеческой «природы» являются тело (corpus) и душа (anima), связанные проницающей субстанцией духа (spiritus). Последний, по мнению Фичино, может влиять на две прочие части человека и, в свою очередь, выступать проводником астральных влияний. Более точно, дух также обладает составной структурой, и взаимодействующая со звёздами его часть, spiritus mundanus, передаёт воздействие другой составляющей, spiritus humanus, которая и общается с телом и душой. Душа, в свою очередь, также не монолитна. Из трёх её составляющих только низшая, интуитивный разум (mens), до некоторой степени может испытывать влияние звёзд, тогда как высшие, воображение (imaginatio) и рассудок (ratio), полностью свободны.
Взаимосвязь духа и чёрной желчи осуществляется в рамках следующего процесса: дух, являясь испарением крови, под действием тепла сердца поднимается в мозг, где и применяется душой для потребления внутренних и внешних ощущений. У людей, подверженных «меланхолическим болезням», прежде всего учёных (homines litteratum), дух постоянно тратится в мыслительном и творческом процессе и потому нуждается в особой заботе. Кровь, постоянно теряя свои летучие составляющие, становится плотной, сухой и чёрной. Как следствие, у учёных развивается меланхолия. Такой дух происходит от чёрной желчи, и он тонкий, горячий и взрывоопасный. Потому учёные могут приходить в маниакальные состояния, а затем, когда чёрный дым уходит, в депрессивное. В целом состояние организма, в котором чёрная желчь играет доминирующую роль, ненормально, но не более, чем ненормален талант: если желчи слишком много, человек становится крайне меланхоличен, но если её мало, то он посредственность. Различные пропорции гуморов в человеке приводят к различным темпераментам, в том числе четырём классическим. Традиционно дискутировался вопрос, какой из них самый неблагоприятный: меланхолический или флегматический. Новацией, введённой Фичино, стало возвышение меланхолии не только над флегматикой, но и над двумя прочими темпераментами. Все studiosi предрасположены к меланхолии если не в силу гороскопа, то по роду своих занятий. По мнению Фичино, оптимальной пропорцией является 8 частей крови, 2 части жёлтой желчи, 2 части чёрной желчи (I.5).
В соответствии со своими теоретическими построениями Фичино называет три причины меланхолии: небесную, природную и человеческую. Небесные факторы обусловлены влиянием «холодных» и «сухих» планет Меркурия и Сатурна. Природная причина связана с накоплением чёрной желчи, а человеческая лежит в чисто физиологической плоскости, являясь следствием образа жизни учёного. В трактате рассматриваются способы борьбы с меланхолией у учёных, возникающей вследствие того, что лица умственного труда находятся под покровительством Сатурна, отвечающего также за меланхолический темперамент. Соответственно причинам Фичино предлагает трёхчастную методику лечения. Описываемая им диета основана на хорошо известных советах арабских и салернских врачей. От триады методов классической медицины — диеты, фармацевтики и хирургии — предлагаемая Фичино методология отличается заменой хирургии на ятроматематику, то есть медицинскую астрологию. Такая замена при внешней схожести предлагаемых мер меняет в некоторых случаях их смысл. Например, если у врача XI века Константина Африканского прогулки имеют общеукрепляющее значение, в концепции флорентийского философа необходимость прогулок объясняется необходимостью наполнения души небесным духом. Фичино постоянно призывает читателя прислушиваться как к мнению экспертов (врачей и астрологов), так и к собственному жизненному опыту.

#### Здоровый образ жизни и долголетие
Средневековые концепции старения и долголетия основывались в значительной степени на достижениях древнегреческой философии. Аристотель в трактате «О возникновении и уничтожении» постулировал конечность и линейность существования «подлунных» субстанций. С другой стороны, в сочинении «О небе» он заявил, что всякое уменьшение, в том числе старение, противно природе. Наконец, в трактате «О возникновении животных» Стагирит назвал болезни источником старости, а старость — естественной болезнью; последний тезис у римского поэта Теренция принял форму афоризма «Старость — сама по себе болезнь» (лат. Senectus ipsa morbus est). У христианских авторов и у неоплатоников старение рассматривалось как следствие человеческой греховности. Возрастные физиологические изменения в древней и средневековой медицине объяснялись в рамках теории темпераментов. Развивая метафору Аристотеля о лампе, выгорание масла в которой уподобляется исчерпанию жизненных сил, врачи гиппократовской школы говорили о «внутреннем тепле» (calor innatus) организма, постепенно угасающем с возрастом. Относительно того, что больше соответствует старости, сухость или влажность, существовали разные точки зрения. Фактор сухости в процессе старения для врачей школы Гиппократа аналогичен осеннему увяданию растений. О сухости красноречиво напоминает фактура кожи старческих рук, и потому Гален называл жизнь постоянным высыханием, с рождения и до смерти. Таким образом, к старению согласно классической медицине приводят угасание внутреннего тепла, утрата жизненной влаги (humidium radicale) и накопление продуктов распада (partes terrestres). Влажности в средневековой медицине приписывалось принципиальное физиологическое значение. Происходя из семени (humiditum primigenium), влажность постоянно расходуется — по мнению Фичино, вследствие опасного перегревания.
Помимо универсальных физиологических законов, на процессы старения влияют некоторые внешние и внутренние факторы. Прежде всего, нельзя забывать о крови: чтобы избежать загноения, она не должна быть ни слишком горячей, ни слишком жидкой, ни слишком водянистой. Важное значение имеет вдыхаемый воздух, который, будучи слишком густым, может забивать проходы и подавлять естественное тепло. Непосредственное отношение к возрастным изменениям имеют планеты Юпитер и Сатурн, со времён Поздней Античности связанные с двумя последними фазами жизни, senectus и senium. В De vita II Фичино по риторическим причинам высказывает свои советы от лица планет. Далее, ссылаясь на авторитет Петра Абанского, он подчёркивал, что пища и звёзды оказывают влияние на продолжительность человеческой жизни, которая не предопределена. Более того, Сатурн, управляя каждым седьмым днём и каждым седьмым годом, вызывает возникновение особых критических периодов в жизни, особенно в возрасте 63 лет. Под действием Сатурна происходят отлив духа (spiritus) и, как следствие, старение внешних частей организма и ослабление пламени жизни. Венера, в свою очередь, направляет дух в противоположную сторону, состаривая изнутри.
Фичино, как и прочие авторы руководств о здоровом образе жизни, даёт своим читателям разнообразные советы. После рассказа о свойствах флегмы и чёрной желчи, он перечисляет три главнейших «врага учёных» (I.7). Главнейшим из них, «первым чудовищем», он называет «Венерино соитие», «особенно если в нём хоть немного переусердствовать: ведь оно сразу истощает духи, в особенности наитончайшие, ослабляет мозг, производит расстройство в желудке и груди». Соглашаясь с Гиппократом, он уподобляет соитие поражающей ум падучей болезни, поскольку в рамках гуморальной теории семя понималось как необходимая для интеллектуальной деятельности телесная жидкость. Несмотря на мнение Гиппократа о том, что половой акт способствует повышению тепла и влажности, излечивая связанные с флегмой болезни, Фичино полагал совокупление опасным для здоровья. На втором месте идёт неумеренность в вине и еде. Вино, взятое в избытке, наполняет голову гуморами и дурными парами, делает человека безумным. Плохо переваренная еда также снижает мыслительные способности и даже переваренная хорошо, как говорил Гален, мешает сосредоточиться на возвышенном. В-третьих, вредно часто просыпаться ночью и вследствие этого долго спать по утрам. Полагая данный момент важным, Фичино приводит в его обоснование семь доказательств. Свои рекомендации Фичино начинает с описания оптимального рабочего дня (I.8). Учёные занятия следует начинать сразу на рассвете, в крайнем случае, двумя часами позднее — однако не сразу, а после массажа тела и головы, не менее чем получасового очищения организма (грязь на коже и не устранённые из организма экскременты повышают флегму) и часовой медитации. В занятиях, как и во всём прочем, следует проявлять умеренность, избегая усталости духовной и телесной. Фичино даёт разнообразные диетические рекомендации, призванные уменьшить приток флегмы и чёрной желчи (I.9—10). Употребления многих продуктов следует избегать: густого тёмного вина, сухой или пережаренной пищи, говядины или зайчатины, выдержанного сыра и т. п. Напротив, полезна сезонная еда с добавлением корицы и шафрана, мясо птицы, четвероногих детёнышей, сырые яйца, потроха (в особенности мозги), свежие сочные (но не склизкие) фрукты. Натощак можно пить сок солодки, сладкого граната или апельсина. Еду следует подавать в золотой или серебряной посуде. Следует избегать связанных с Сатурном предметов и, напротив, окружать себя растениями, животными и минералами, принадлежащими более жизнерадостным Солнцу, Юпитеру и Венере. Наиболее благотворны насыщенное духом Солнца и Юпитера золото и золотистые цветы крокуса.

### Астрология и магия

#### Оккультизм и астральные влияния
Приступая к изложению своих магических теорий, в первой главе De vita III Фичино формулирует теорию космического духа. Хотя в рассуждениях философа достаточно чётко прослеживается платоническое деление на разум, душу и тело, общий ход мысли в данной главе, как отмечает Фрэнсис Йейтс, сложно реконструировать. В божественном разуме (mens) находятся идеи, в мировой душе — порождающие причины. Их столько же, сколько идей в mens, и между причинами и идеями есть взаимное соответствие. Порождающим причинам души соответствуют также виды материи. На материальные формы можно влиять, манипулируя более высокими формами, то есть причинами в мировой душе. Соответствия между высшими и низшими формами, согласно Фичино, это то, что Зороастр называл божественными сцеплениями, а Синезий — магическими чарами. Связи зависят не от звёзд и демонов, а от вездесущей мировой души. Брайан Копенхейвер помещает теорию магии Фичино в контекст его толкований на различные главы из «Эннеад» (космологии и метафизики в начале главы 4.3, понятия «конфигурация» и метафоры танцора из главы 4.4 и аллюзии на магические статуи в 4.3.11), обогащённых идеями Фомы Аквинского и Прокла.
Космический дух, которым живёт и дышит мир, подобен человеческому. Он может быть усвоен людьми различными способами, например, путём потребления вина, белого сахара, золота, экстракта корицы или розы (I.12). Фичино приводит такие же списки для привлечения планетных влияний, в частности Солнца и Юпитера. Можно также использовать талисманы (imagines), и Фичино подробно, хотя и с преуведомлениями и предупреждениями, рассматривает вопрос об их использовании. Благотворное влияние Сатурна у Фичино не ограничивается противостоянием меланхолии — его пронизывающие весь космос лучи, обладающие оптимальным соотношением теплоты и влажности, способствуют пищеварительной, выделительной и репродуктивной способностям организма. В целом исследователи согласны, что понятие spiritus у Фичино объединяет в себе смыслы сразу двух греческих понятий: ὄχημα, восходящего к Платону и означающего у философов-неоплатоников переносчика душ из надлунного мира в подлунный, и πνεῦμα, под которым Аристотель в трактате «О возникновении животных» понимал жизнедающее начало, отличное от четырёх элементов, образующих тела живых существ, но подобное веществу звёзд, эфиру.
Пытаясь отвести подозрения со стороны церкви, в «Трёх книгах» Фичино разграничивает природную магию от духовной и демонической. Не вполне понятно, обращался ли он в своих магических практиках к ангелам или демонам. Источники, которыми он пользовался, занимают по данному вопросу различную позицию. Согласно Плотину, эффективность молитв и магии не зависит от богов, и потому всякая магия природна, являясь не более чем выражением космической симпатии. Позднейшие неоплатоники, однако, отказались от такого упрощения, и уже у Ямвлиха магические предметы являются знаками божественного или демонического присутствия, и их действенность не зависит от намерений мага. Д. Уокер склоняется к первой альтернативе, поскольку демоны редко упоминаются на страницах «О стяжании жизни с небес». С другой стороны, согласно преобладающему мнению отцов Церкви, «Асклепий» был произведением идолопоклонническим. То же самое относилось ко всему неоплатоническому учению о магии и явно проявлялось у ученика Фичино, Франческо да Диаччето. Известно также, что как минимум дважды, в 1494 и 1495 годах, Фичино участвовал в призывании злых сатурнианских демонов. Многочисленные упоминания демонов в трудах Фичино Уокер суммирует следующим образом. Демоны преимущественно относятся к планетам, хотя бывают и небесные, и элементальные. У них есть души и тела, воздушные или эфирные, в зависимости от их статуса. Планетарные демоны занимаются распространением небесных влияний и могут, поскольку обладают душой и духом, воздействовать на душу и дух человека. Фичино отождествлял иерархию демонов неоплатоников с иерархией ангелов христианских авторов. Непростым оказался вопрос о разграничении полномочий планетарных духов и демонов. Видимо, Фичино склонялся к тому, что на персональном уровне действуют только обладающие душой демоны, тогда как влияние духов планет более общее. Опасность предлагаемых им магических средств Фичино предполагает избежать нераспространением их за пределы философских кругов.

#### Астрономия и астрология Фичино
В основе астрономических взглядов Фичино находится традиционная геоцентрическая система Птолемея. Простейшей её составляющей является движение звёзд, объединённых в небесную сферу, движущуюся целиком вокруг Земли с востока на запад и совершающую оборот за сутки. Солнце, понимаемое как планета, движется приблизительно по спирали. Видимое движение планет более сложное, оно происходит в поясе шириной в 8° в каждую сторону от плоскости эклиптики. Расположенные в поясе звёзды делятся на 12 равных участков, с которыми соотнесены знаки зодиака от Овна до Рыб. Для Фичино имеет значение также порядок небесных объектов по расстоянию от Земли: Луна, Меркурий, Венера, Солнце, Марс, Юпитер, Сатурн, неподвижные звёзды и перводвигатель (III.1). Астрологические свойства наиболее чётко выражены у Сатурна (очень холодный и сухой, всегда вызывает меланхолию) и Марса (очень горячий и сухой, соответствует холерическому темпераменту). Для остальных взаимосвязи менее выражены: Юпитер всегда, а Венера иногда покровительствуют сангвиникам или людям со сбалансированным темпераментом, будучи горячими и влажными; Луна часто и Венера иногда порождают флегматиков. Оставшиеся планеты, Меркурий и Солнце, относительно нейтральны, хотя склонны к сухости. У планет есть ряд дополнительных характеристик и взаимосвязей (III.26): каждой соответствует свой металл, день недели, месяц и час дня. Большинство интеллектуальных особенностей Фичино приписывает Меркурию, а «особые» способности находятся под покровительством Юпитера и Сатурна. Венера и Луна «женские» планеты, Меркурий — планета-«гермафродит», остальные «мужские». В плане классификации планетных влияний наиболее благоприятны Венера и Юпитер (вместе с Солнцем он называет их «Тремя Грациями»), а Марс и Сатурн наименее, но Фичино постарался скорректировать традиционное предубеждение против Сатурна (III.10). Знаки зодиака также делятся на мужские и женские, соотносятся с частями тела и группируются по четырём стихиям. Овен, поскольку связан с головой и лицом, важен для меланхоликов (III.10).
Ключевым фактом, определяющим дарования и судьбу человека, для астрологов, в том числе и Фичино, является момент его рождения. Принимая во внимание положение Солнца и Луны, планет, а также значение асцендента, средствами натальной астрологии можно сделать предположения о жизни и характере, богатстве, друзьях и детях, страхах и смерти, путешествиях, отношениях с монархами и карьере, врагах и неудачах и прочих жизненных обстоятельствах новорождённого. С точки зрения элективной астрологии, благодаря своей изменчивости важна Луна. Хотя астрология даёт указания относительно смерти человека, средствами медицины жизнь можно продлить за пределы рокового дня, а гороскопы, составляемые ежегодно или чаще, дают ответы на более частные вопросы. Впрочем, Фичино не использует методы хорарной астрологии, а в своём незаконченном и неизданном трактате «Contra iudicium astrologorum» выступает против них.

#### Теория астрологической музыки
К вопросу взаимосвязи между космическим порядком и теорией музыки Фичино обращался неоднократно, но наиболее полно вопрос раскрыт в комментариях к «Тимею». Значительная часть комментария посвящена толкованию платоновской интерпретации музыкальной теории пифагорейцев. Основным её постулатом является тезис о том, что числа могут быть выражены музыкальными нотами и звуками и что их отношения могут быть гармоничными и благозвучными. В результате, как полагает Фичино, появляется возможность средствами музыки перенести идеи из интеллигибельного мира в мир чувственных восприятий. В понимании Фичино музыка является одновременно набором звуков и числовых отношений, причём каждый способ восприятия имеет свои эстетические критерии. Изложенный в «Тимее» космогонический миф (35—36) Фичино рассматривает в христианской перспективе, описывая Бога как мудрого архитектора, упорядочивающего вселенную и постоянно поддерживающего в ней порядок. В ходе акта Творения гармонический архетип впечатался в материю, и первоначальный хаос был преобразован в гармонию четырёх элементов. Числовым пропорциям, приводимым Платоном, Фичино придаёт смысл «меры, числа и веса» (Прем. 11:21). Вслед за Проклом Фичино полагает, что Бог связан с космосом динамически, «выпевая» его. Сам же космос может быть истолкован как торжественное песнопение в честь Создателя. Объясняя композицию мировой души, философ уделяет особое внимание приводимым Платоном числовым рядам, «плоским» (1-2-4-8) и «объёмным» (1-3-9-27). Расположенные графически в виде «платоновской лямбды» или «дельты Крантора», они образуют треугольник с вершиной в единице, обозначающей Бога как Первопричину. Применительно к теории контрапункта простейшая из пропорций 2:1 означает октаву, 3:2 квинту, 4:3 кварту и т. д. Далее Фичино приходит к выводу, что природные явления в макрокосме являются подражанием определённой математически небесной гармонии микрокосма, а законы физического мира те же, что управляют высшими сферами. Важную роль его в построениях играют населяющие небесные сферы «демоны», подражающие в своих движениях звёздам и планетам.
Использование чего-то, подобного в числовом отношении небесным телам, вызывает прилив небесного духа, подобно тому, как натянутая струна вызывает вибрирование другой, настроенной таким же образом. В трактате «О стяжании» Фичино применяет данный принцип не только к музыке, но и к еде, лекарственным средствам и талисманам. Что касается интеллектуальной деятельности, в целом она связана с Сатурном, но отдельные её виды — произнесение слов, пение и извлечение звуков — соотносятся с Солнцем и Аполлоном. Развивая свою мысль, Фичино задаётся вопросом, как соотнести сочетания тонов с определёнными звёздами. Ответ на него следует из другого принципа, связывающего вызываемые музыкой эмоции с настроением, приписываемым различным планетам. Сатурну, Марсу и Луне, согласно Фичино, соответствует один лишь голос. Музыка Юпитера, в соответствии с получаемым из античной мифологии представлением о характере языческого бога, должна быть торжественной, строгой, но в то же время радостной и уверенной. Предсказуемым образом музыка Венеры должна отражать сладострастие, распутство и мягкость. Почтенной, простой и серьёзной музыкой Солнца следует также выражать благодать. Наконец, музыке Меркурия допустимо придать некоторую несерьёзность. Поскольку любая музыка посвящена прежде всего Солнцу, Фичино, вслед за платониками древности, неоднократно разражается славословиями дневному светилу.
В иерархии чувственных восприятий Фичино слух ставит выше вкуса, обоняния и осязания. Преимущество слуха вытекает из его большей информативности в части передачи движения, в том числе и по сравнению со зрением, которое, как считалось, поставляет в мозг только серии статичных изображений. В трактате «О стяжании жизни с небес» Фичино доказывал большую выразительную способность пения, позволяющего имитировать разнообразные движения души и вызывать в слушателе требуемые чувства. Терапевтические свойства музыки Фичино отмечал также в посланиях к друзьям. Из разных источников известно о том, что Фичино любил развлекать своих гостей и членов Платоновской академии музицированием. Инструмент, которым он пользовался, сложно идентифицировать, сам философ называл его «орфической лирой» (lyra orphica). Вероятно, это была лира да браччо, наиболее распространённая в ренессансной иконографии Орфея, или другая разновидность скрипки. Согласно описанию Анджело Полициано, как-то Фичино непередаваемым образом то ли пропел, то ли продекламировал сочинённую им в честь Пьеро Медичи героическую оду.
Изложенные Фичино правила астрологической композиции требовали также учёта положения светил и совершения соответствующих ситуации действий — пения, танцев или декламации. По мнению Д. Уокера, описанная в De vita III заклинательная акустическая магия — это те же орфические песнопения, хотя об этом прямо не сказано. В общей композиции тексту придавалось большое значение, так как музыка сама по себе может оказать влияние только на дух, то есть чувства, тогда как сочетание музыки с поэзией оказывает всеобъемлющее воздействие на человека. Важность исполнения орфических гимнов определённым образом была хорошо известна флорентийским платоникам, этот момент отмечал также Пико. Фичино, комментируя высказывание Плотина о связи молитвы с планетарными влияниями, отмечал, что проницающая способность духа возрастает, если его направить к звёздам с подобающей ситуации песней или гимном. По всей видимости, Фичино относил заклинательную магию, так же как и талисманную, к естественной.

#### Амулеты и талисманы
По мнению Б. Копенхейвера, понятие талисмана у Фичино является развитием идеи конфигураций (schêma) у Плотина. В главах 4.3 и 4.4 Плотин использует данное понятие в трёх возможных значениях: традиционном узком формы, тела или фигуры; взаимного расположения небесных тел (стабильного в созвездиях или подвижного у планет); отдельного положения танцора или мага в ходе церемонии. Подчёркивая разнообразие возможных конфигураций, Плотин поясняет свою мысль о непреднамеренности со стороны божества космического сродства и магических эффектов. Как отдельное движение и положение танцора не сообщает аудитории душевное состояние исполнителя, но только в целом, вместе с дополняющими картину музыкой и пением, так и отдельные звёзды не являются причиной явлений сами по себе. Тем не менее маг способен полагаться на конфигурации, и, по мнению Фичино, таковые образованы небесными объектами, подвижными и неподвижными, или амулетами с особыми изображениями. Искусственный объект низшей сферы получает силу от вышестоящей конфигурации благодаря тому, что оба они принадлежат одной иерархии форм. Материальное изображение, например скорпион, вырезанный в камне, имеет три источника силы: из качеств камня, оккультной силы формы камня и символического подобия рисунка созвездию Скорпиона. Применительно к использованию статуй в древности Фичино допускает, что в изваяниях могли оказаться демоны из-за злонамеренности жрецов. В конце главы III.26 Фичино объясняет взаимосвязь фигур на земных объектах и идей в небесном Уме в терминах теории передачи форм Фомы Аквинского, развивавшего идеи Аристотеля. Ф. Йейтс полагает, что данный раздел следует понимать в том смысле, что автор согласен с Аквинатом, осуждавшим магию в герметических текстах, но, поскольку Фичино читал комментарии Плотина, он знает, что, хотя некоторые — дурные — египетские жрецы действительно использовали демоническую магию, Гермес Трисмегист не относится к их числу. Свою власть он получил, постигнув природу Вселенной как иерархии, в которой влияние идей нисходит от мирового разума через «порождающие причины» мировой души к материальным формам мирового тела.
В 12-й главе De vita III Фичино перечисляет различные виды камней — изумруд, гиацинт, сапфир, топаз, коралл и другие, позволяющие подготовить человеческий дух к воспринятию небесных влияний. Таковая их способность проистекает не из «воспринимаемых чувствами качеств, но других, распознаваемых разумом». По мнению Б. Копенхейвера, различение между «явными» (proprietas manifestae) и «тайными» (proprietas occultae) свойствами предметов встречается у Галена в трактате о болезнях почек и в «De materia medica» Диоскорида. Последний, описывая способы употребления растолчённых минералов, утверждает, что измельчение открывает доступ к новым, в противном случае скрытым свойствам вещества. Оба античных врача допускали использование некоторых растений и камней в качестве амулетов. Гален, экспериментируя с амулетами для лечения болезней желудка, пришёл к выводу о бесполезности нанесения на них изображений. В IV веке Августин осуждал применение амулетов священниками, украшенных или нет. В качестве благоприятной характеристики камней Фичино выделял их прозрачность как фактор, способствующий получению и удержанию небесных влияний. Твёрдость материала, с другой стороны, по его мнению, делает его менее пригодным в качестве «приёмника».
Подробному описанию образов, наносимых на талисманы, посвящена XVIII глава «Стяжания жизни с небес». Изображения могут выполнять различные функции. Например, для получения долголетия следует нанести на сапфир рисунок Сатурна следующего вида: «Старик, сидящий на высоком троне или на драконе; голова его покрыта лоскутом тёмного полотна, а в поднятой над головой руке он держит серп или рыб и одет в тёмные одежды». Для лечения болезней Фичино предлагает использовать образ Солнца в виде царя на троне, а для счастья и телесной силы — образ юной Венеры с яблоками и цветами в руках, одетой в белое и жёлтое. Источником информации для флорентийского философа в этой части был, по-видимому, «Пикатрикс», но возможно, что использовались и другие источники. По наблюдению Вильгельма Гунделя, Фичино преимущественно использует планетные образы и только один раз упоминает образ астрологического декана, Деву. Немецкий филолог объясняет это тем, что в «древнем споре между великими системами деканной и планетной астрологии Фичино принял сторону последней». Действенность символа креста в качестве талисмана объясняется у Фичино двояко. Во-первых, небесная сила достигает максимума, когда лучи светил пересекаются под прямым углом, и именно по этой причине крест использовали египтяне. Во-вторых, крест выступает у древних неосознанным пророчеством о пришествии Христа.
Стремясь обосновать использование талисманной магии, Фичино ссылается на авторитетных схоластов — Петра Абанского и Альберта Великого. После подробной защиты планетарных образов Фичино выражает надежду «стяжать многие блага от Вселенной» путём конструирования «изображения космоса» (III.19), которое следует делать из меди в сочетании с золотом и серебром. Начинать изготовление нужно в благоприятное время, когда Солнце вступает в первый градус Овна, но не в посвящённую Сатурну субботу. Закончить же следует в дни Венеры, «дабы ознаменовать совершенную красоту» талисмана. Для стяжания небесных милостей, полагает Фичино, следует использовать три «всеобщих и собственных цвета», зелёный, золотой и синий, соответствующие «Трём Грациям» небес. Далее Фичино замечает, что космос можно представить и иным образом, например, в виде механизма, подобного тому, который изготовил Лоренцо делла Вольпайя для Лоренцо Медичи. Наконец, можно поместить изображение Вселенной на своде «самого укромного покоя в своём доме».

## Влияние
«Три книги» оказали значительное влияние на последующую герметическую традицию, а по мнению Брайана Копенхейвера, книга Фичино стала самым полным из созданных в период Возрождения изложением теории магии и самым влиятельным в постклассическую эпоху. По оценке Э. Гарэна, данное произведение является «одним из наиболее странных и самым сложным» среди вышедших из-под пера философа, уступая разве что его «Советам, как противостоять чуме» (Cosiglio contro la pestilenza). Оба трактата выдержали множество переизданий, благодаря чему попали в составленный Джорджем Сартоном список инкунабул-бестселлеров.
Рассмотрение проблематики здорового образа жизни в «Трёх книгах» стало первым в истории исследованием здоровья интеллектуалов и первым, посвящённым поведенческим особенностям некоторой профессиональной группы. Также оно стало первым за длительное время оригинальным произведением о старении и здоровом образе жизни: после трудов античных авторов в науку о старении значительный вклад внесли только Авиценна (XI век), Роджер Бэкон и Арнольд из Виллановы (XIII век). Одновременно с выходом «Трёх книг» трактат о старении «Gerentocomia» в 1489 году издал папский врач Габриэле Дзерби. Сделанный Дзерби акцент на поддержании здоровой жизни в старости не принёс ему популярности в эпоху Ренессанса с её культом жизни, молодости и красоты. Напротив, приведённые Фичино рецепты долголетия и отрицание неизбежности старения принесли его книге огромную популярность. Вместе с «Книгой о дистилляции» Иеронима Брауншвейгского фрагменты «Трёх книг» в XVII веке переводились на русский язык, однако имя их автора осталось русскому читателю неизвестным.
Теория меланхолии Фичино продолжила длительную, но небогатую традицию осмысления «благородных безумств», поспособствовав романтизации и героизации образа интеллектуала. «Три книги» оказали влияние на иконографию четырёх темпераментов, в частности, на появление знаменитой гравюры Альбрехта Дюрера «Меланхолия I». Благодаря своей проработанности теория Фичино получила широкое признание, её подробно проанализировал в своей «Анатомии меланхолии» (1621) Роберт Бёртон.
В части теории магии оригинальность Фичино состоит в попытке переосмысления разнообразных нехристианских (античных, позднеантичных, арабских) источников таким образом, чтобы примирить магию и христианство. Влияние магических концепций Фичино на оккультистов XVI—XVII веков проследил современный историк Д. Уокер. Значительные заимствования обнаруживаются в «Оккультной философии» (1510, опубликована в 1530) алхимика Агриппы Неттесгеймского, хотя и без атрибуции. В главах о spiritus mundi, планетных влияниях и способах их получения Агриппа буквально следует Фичино, не предупреждая, однако, об опасностях такого рода магии. Фичиновская астрологическая музыка у Агриппы направляется непосредственно ангелам. В целом Агриппа не пытается примирить свой неоплатонизм с христианской парадигмой или предупредить читателя о возможной неортодоксальности своих идей. Степень влияния Фичино и его книги на Парацельса оценивается различно. Французский парацельсианец XVI века Жак Гохорий полагал, что в своём трактате «De Vita Longa» Парацельс многое заимствовал у флорентийского философа. Помимо очевидной связи с названием одного из разделов «Трёх книг о жизни», Гохорий смог обнаружить некоторое сходство мнений двух авторов. Гохорий резюмировал, что, хотя Фичино занял слишком робкую позицию по отношению к возможностям магии, он заслуживает похвалы как предшественник Парацельса. Д. Уокер полагает, что непосредственные признаки влияния указать сложно, прежде всего в силу маловразумительности писаний германского мага. Немецкий историк медицины Вальтер Пагель указывает, что Парацельс высоко ценил Фичино, называя его «лучшим итальянским врачом», цитировал в своём трактате «De Vita Longa» «Три книги» и использовал содержащиеся там рецепты.
Опровержение магических практик со стороны племянника Джованни Пико делла Мирандолы Джанфранческо было направлено отчасти и против Фичино: Джанфранческо называет «Пикатрикс» «пустейшей книгой» и сурово осуждает орфические заклинания. Его аргументы были повторены и усилены протестантами Иоганном Вейером и Томасом Эрастусом. Иезуитский богослов Мартин Дельрио, допуская некоторые формы естественной магии, решительно отверг талисманную практику Фичино. Анализу влияния теорий Фичино на гуманистическую традицию посвящена монография Ф. Йейтс «Джордано Бруно и герметическая традиция» (1964). Как показала исследовательница, многие гуманисты познакомились с текстами Герметического корпуса в переводе Фичино, а Джордано Бруно знал наизусть отрывки из «Стяжания жизни с небес».
Музыкальные идеи Фичино находятся в стороне от главных тем, занимавших теоретиков XV—XVI веков, а те из них, кого привлекали взгляды флорентийца, мало что могли применить на практике. Д. Уокер называет ряд итальянских авторов XVI века, чьи воззрения в разной степени сходны с изложенными в «Трёх книгах». «De incantationibus» Пьетро Помпонацци (1520) тематически близко книге Фичино и предлагает похожее объяснение действенности песнопений и надписей на талисманах через передаваемую духом между оператором и пациентом силу воображения (vis imaginativa). У крупного музыкального теоретика XVI века Джозеффо Царлино идея связи между духом и музыкой не занимает значительного места, и далее в Италии ссылки на Фичино практически не встречаются. Менее изучена рецепция музыкального наследия Фичино в Германии, где его труды начали распространяться с 1480-х годов, начиная с принявшего теорию Фичино о spiritus'е схоласта Магнуса Хундта из Лейпцигского университета до композитора начала XVIII века Морица Фогта, знавшего мнение Фичино о тарантизме из III.21.

## Избранные издания
- Marsilio Ficino. Three Books on Life. A Critical Edition and Translation with Introduction and Notes / Kaske C. V., Clark J. R. — Binghamton, N.Y.: Arizona Ctr For Medieval & Ren, 1989. — Vol. 57; Renaissance text series, v. 11. — 528 p. — (Medieval & Renaissance Texts & Studies). — ISBN 0-86698-041-5.
- Marsilio Ficino. De vita libri tres / Drei Bücher über das Leben / Herausgegeben, übersetzt, eingeleitet und mit Anmerkungen versehen von Michaela Boenke. — München: Wilhelm Fink, 2012. — (Humanistische Bibliothek Reihe II: Texte). — ISBN 978-3-8467-5178-7.